# Blastania
Blastania je biljni rod iz porodice tikvovki (Cucurbitaceae) raširen po tropskoj i južnoj Africi, Madagaskaru, Arapskom poluotoku i Indijskom potkontinentu.
Postoje tri priznate vrste.

## Vrste
1. Blastania cerasiformis (Stocks) A.Meeuse
2. Blastania garcinii (Burm.f.) Cogn.
3. Blastania lucorum (Keraudren) H.Schaef.

## Sinonimi
- Ctenolepis Hook.f.
- Ctenopsis Naudin
- Zombitsia Keraudren